# Rowan Metcalfe
Pour les articles homonymes, voir Metcalfe.
Rowan Metcalfe (1955–2003), aussi connue comme Rowan Pahutini, est une romancière, nouvelliste, poète, éditrice et journaliste néo-zélandaise. Elle a remporté le Katherine Mansfield Memorial Award (en) de la nouvelle en 1997. Elle avait remporté le prix Young Writers en 1974, et son premier et seul roman Transit of Venus (Passage de Vénus puis Celles de La Bounty en français) a été publié à titre posthume en 2004.

## Biographie
Rowan Metcalfe est née à Taupiri, dans le nord de la Nouvelle-Zélande, en 1955,. Elle a grandi dans une ferme d'élevage de moutons près de Gisborne et commença à écrire quand elle était une jeune enfant. Elle fut encouragée dans ses efforts par sa maîtresse d'anglais à l'école, Betty Gilderdale.
En 1974, elle remporte le Katherine Mansfield Short Story Award for Young Writers pour la nouvelle We Must Thank God, qui est ensuite publiée dans la revue Landfall,. Elle s'installe en Angleterre en 1975 et travaille pendant près de vingt ans comme éditrice d'un magazine politique ; elle y élève ses enfants dans le même temps. En 1995 elle retourne en Nouvelle-Zélande et emménage à Whangamatā, où elle commence à travailler comme journaliste,. En 1997, elle remporte le prix Katherine Mansfield Short Story Award de la Banque de Nouvelle-Zélande pour sa nouvelle Mer du Nord. Elle avait atteint la troisième place dans le concours de nouvelles du Sunday Star-Times avec Parfum en 1996 ainsi que dans le concours de nouvelles de Quote Unquote en 1997,.
Sa nouvelle « Mer du Nord » a ensuite été publiée dans le recueil Essential New Zealand Short Stories de 2002, édité par Owen Marshall. La même année, « Parfum » a été publié dans la collection de Marshall, Authors' Choice : Leading New Zealand Writers Select Their Best Stories — And Explain Why. La critique Margaret Agnew a noté que la cécité du personnage principal « permet à Metcalfe de créer un monde étrange et exotique à partir du quotidien banal ».
En 1997, Metcalfe commence à écrire une biographie de son ancêtre polynésienne, Mauatua, qui a quitté Tahiti en 1791 à bord de la Bounty. Elle la décrit comme un mélange de faits réels et de fiction. En 1999, Creative New Zealand lui accorde une allocation de $8,000 pour soutenir l'écriture du roman. À cette époque elle utilise le nom de Rowan Pahutini.

## Le décès et le romanTransit of Venus (Passage de VénuspuisCelles de la Bounty)
Metcalfe est décédée en 2003. Son roman, Transit of Venus, a été publié de manière posthume en 2004 par Huia Publishers en Nouvelle-Zélande et par Pandanus Books en Australie. Une traduction française a été publiée à Tahiti en 2006. Elle a dédié le livre à sa famille, aux descendants de ceux de la Bounty et au peuple tahitien. Elle le décrit comme étant à l'origine une "méditation sur mes ancêtres".
Le roman a été salué par Witi Ihimaera comme un "conte fascinant qui remet en question la manière dont l'histoire a été construite". Susan Jacobs du The New Zealand Herald a souligné combien il était triste que Rowan Metcalfe ne vécut pas assez longtemps pour voir le livre publié, et a décrit le roman comme "vivant, passionné mais finalement difficile à appréhender". Joan Rosier-Jones pour la New Zealand Review of Books a qualifié le livre de "récit bien rythmé et convaincant", a salué les recherches méticuleuses de Metcalfe's, et a conclu que "la mort de Rowan Metcalfe alors encore dans la quarantaine est une perte inestimable pour la littérature néo-zélandaise".